# 里奇蘭縣 (伊利諾伊州)
里奇蘭縣（英語：Richland County）是美國伊利諾伊州東南部的一個縣。面積5,447平方公里。根據美國2000年人口普查，共有人口16,149人。治所奧爾尼（Olney）。
成立於1841年2月24日。縣名來自俄亥俄州同名的縣。